# Verchneviljujskij ulus
Il Verchenviljujskij ulus è un ulus (distretto) della Repubblica Autonoma della Jacuzia-Sacha, nella Russia siberiana orientale; il capoluogo è il villaggio (selo) di Verchneviljujsk.
Confina con gli ulus Viljujskij e Gornyj ad est, Olekminskij a sud, Njurbinskij e Suntarskij ad ovest, Olenëkskij a nordovest.
Il territorio si estende nella parte centrale della Repubblica, nella bassa valle del Viljuj, nella sezione centrale del bassopiano della Jacuzia centrale. Oltre al capoluogo, non esistono centri urbani di qualche rilievo.